# Cryptocarya microneura
Cryptocarya microneura es un árbol del bosque templado húmedo que crece en las partes costeras del este de Australia.

## Hábitat
Es común en la mayor parte de las áreas del bosque lluvioso templado en áreas con suelos sedimentarios más pobres, pero también en los bosques del litoral. Crece desde el área central de la costa de Nueva Gales del Sur hasta el sureste de Queensland.

## Descripción
Cryptocarya microneura, conocido como Murrogun es un árbol de talla pequeña a grande de alrededor de 20 metros de alto y 30 cm de diámetro.
La corteza es gris, corchosa en los árboles pequeños, o gris/café y escamosa en los árboles más grandes. La superficie exterior de la corteza viva es verde claro en los árboles pequeños y cremosa café en los árboles grandes.  El tronco es con frecuencia estriado o de forma irregular.
Las hojas son alternadas, simples, con el margen entero, elípticas estrechas, desenfundadas a una larga punta roma en el extremo. El haz es brilloso, el envés es verde claro. La vena central cremosa y las venas laterales están bien delineadas en ambas superficies, están levantadas en la superficie superior de la hoja. De cuatro a ocho venas principales laterales, curveándose sin ramas hacia afuera del margen de la hoja.
Las flores aparecen de septiembre a noviembre, son cremosas, sin aroma en panículas al final de las ramillas o en las axila de la hoja. Las flores están finamente vellosas, aproximadamente de 4 mm de largo, consisten de un tubo y seis lóbulos del perianto.
El fruto es una drupa suculenta. brillosa, negra, globosa a oval y puntiaguda. 12 mm de diámetro con nervios tenues verticales. Es comida por las aves del bosque incluyendo la  paloma Lopholaimus antarcticus. Como la mayoría de los frutos de  las criptocarias  australianas, se recomienda la remoción del arilo carnoso para ayudar a la germinación de la semilla.

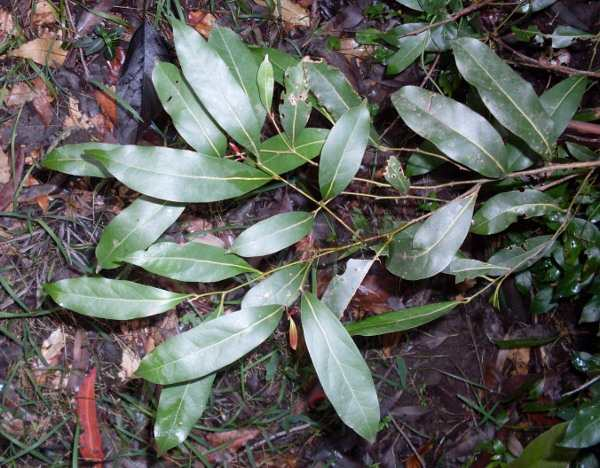
Cryptocarya microneura - hojas
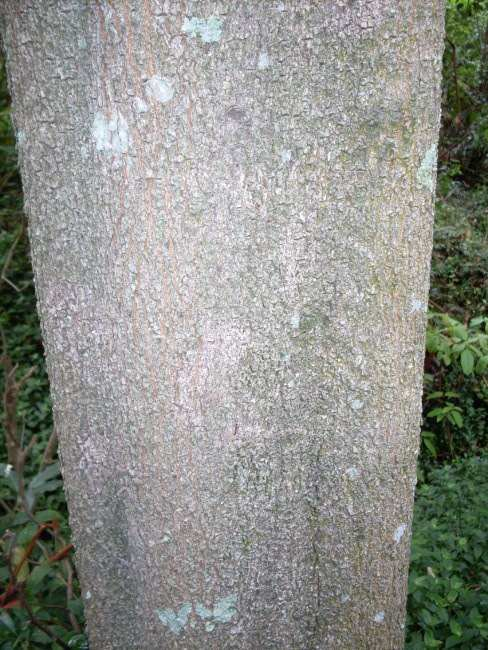
Cryptocarya microneura - corteza